# Sitilpech
Sitilpech es una localidad del estado de Yucatán, México, comisaría del municipio de Izamal, ubicada aproximadamente 61 kilómetros al este de la ciudad de Mérida, capital del estado y 6 km al este de Izamal.

## Toponimia
El toponímico Sitilpech significa en idioma maya garrapata pequeña (pech: garrapata).

## Datos históricos
Sitilpech está enclavado en el territorio que fue la jurisdicción (kuchkabal) de los Ah Kin Chel antes de la conquista de Yucatán.

## Atractivos turísticos
El poblado de Sitilpech es conocido por la fiesta religiosa que se celebra anualmente en homenaje a su santo patrono, conocido con el nombre de el Cristo Negro de Sitilpech.

## Galería

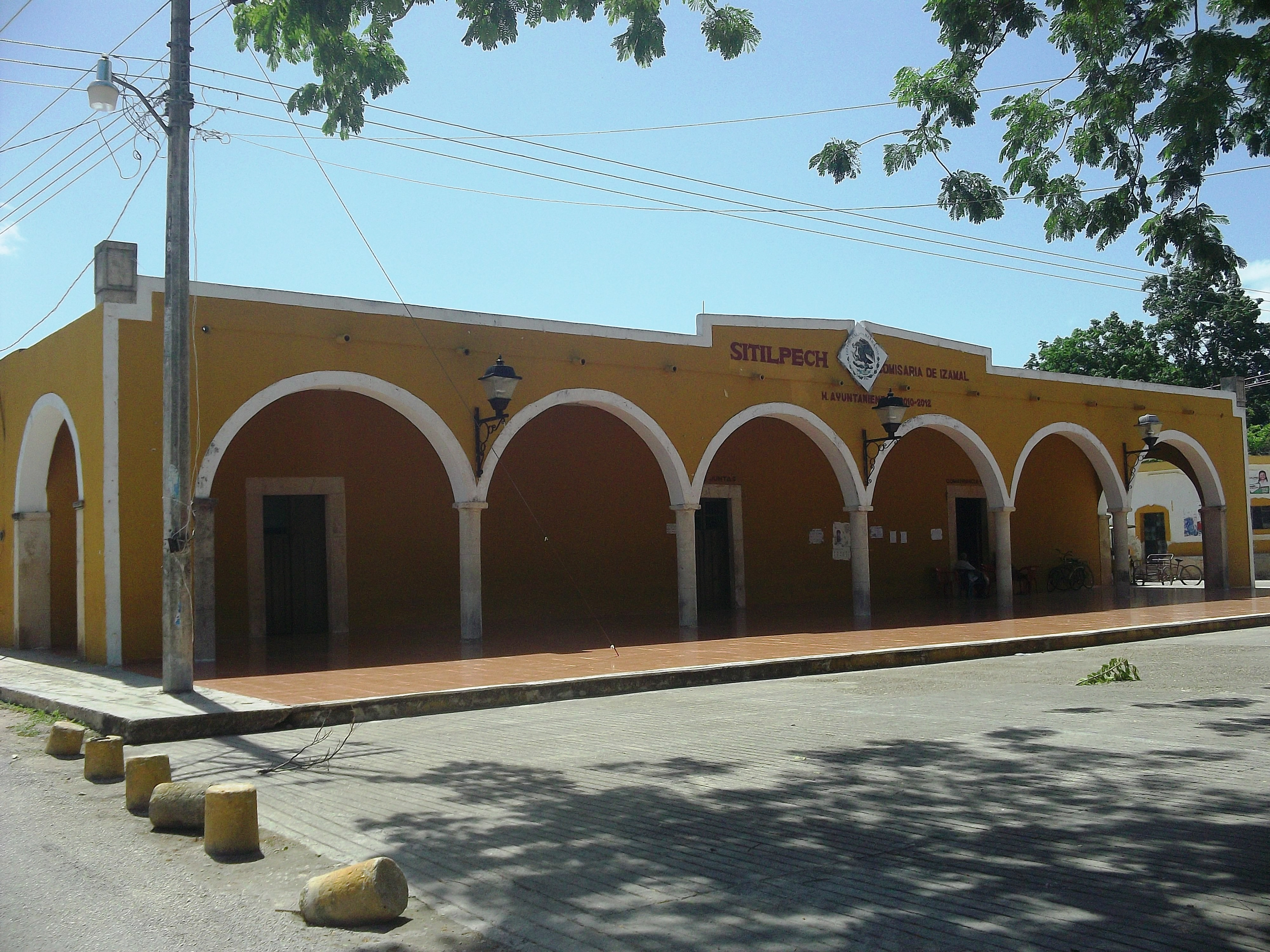
Casa comisarial de Sitilpech.
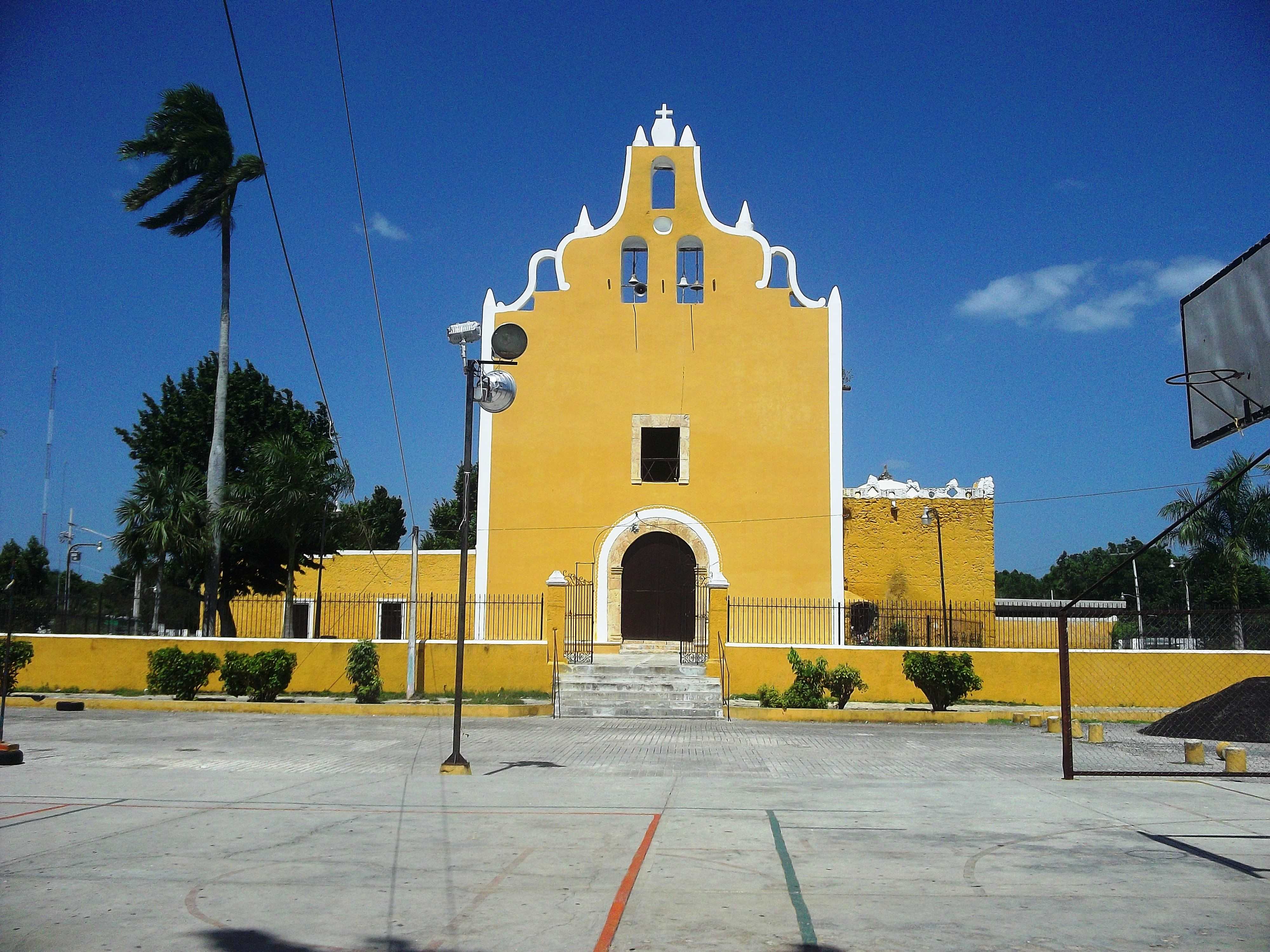
Iglesia principal de Sitilpech.
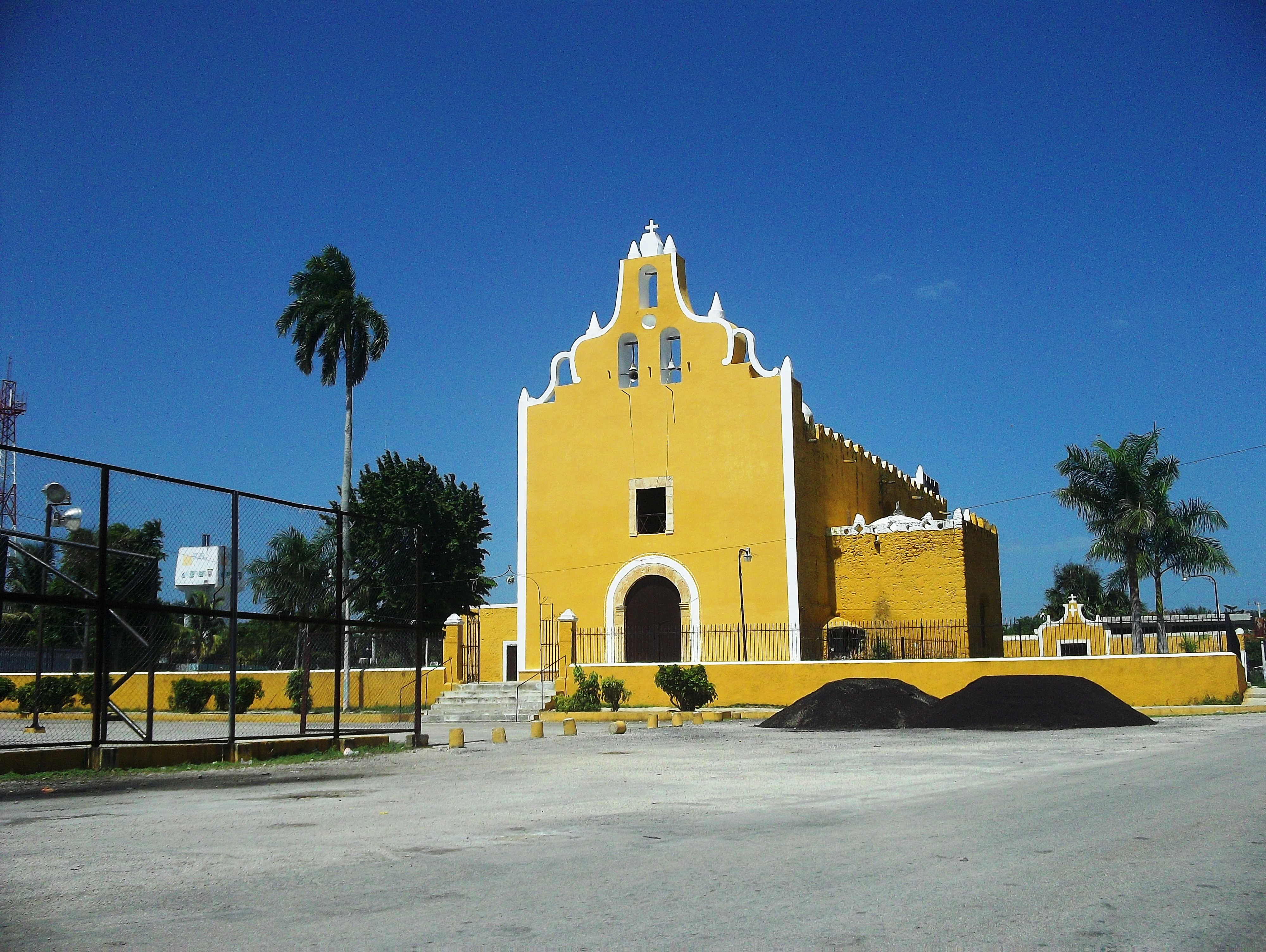
Iglesia principal de Sitilpech.
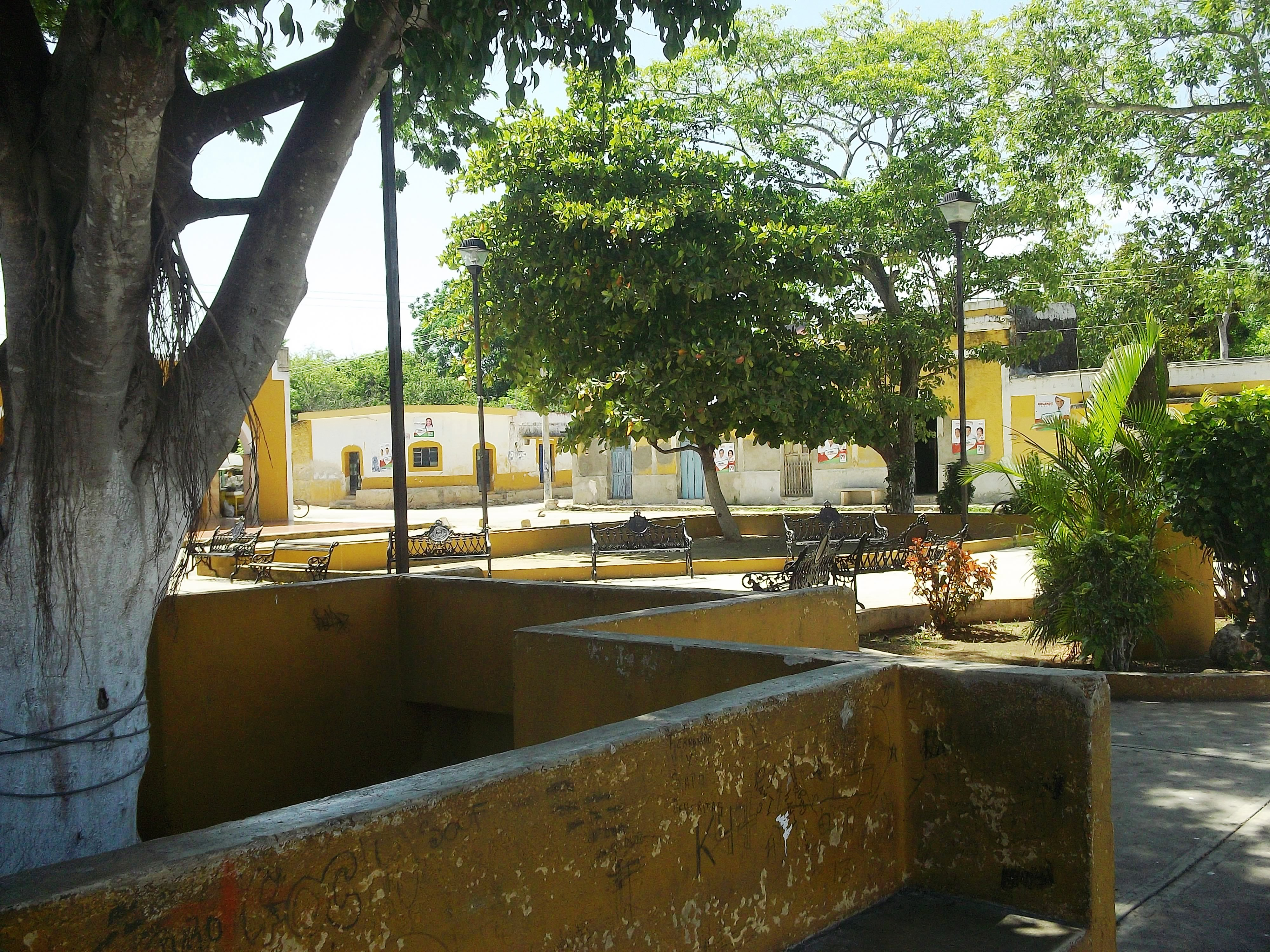
Parque principal de Sitilpech.
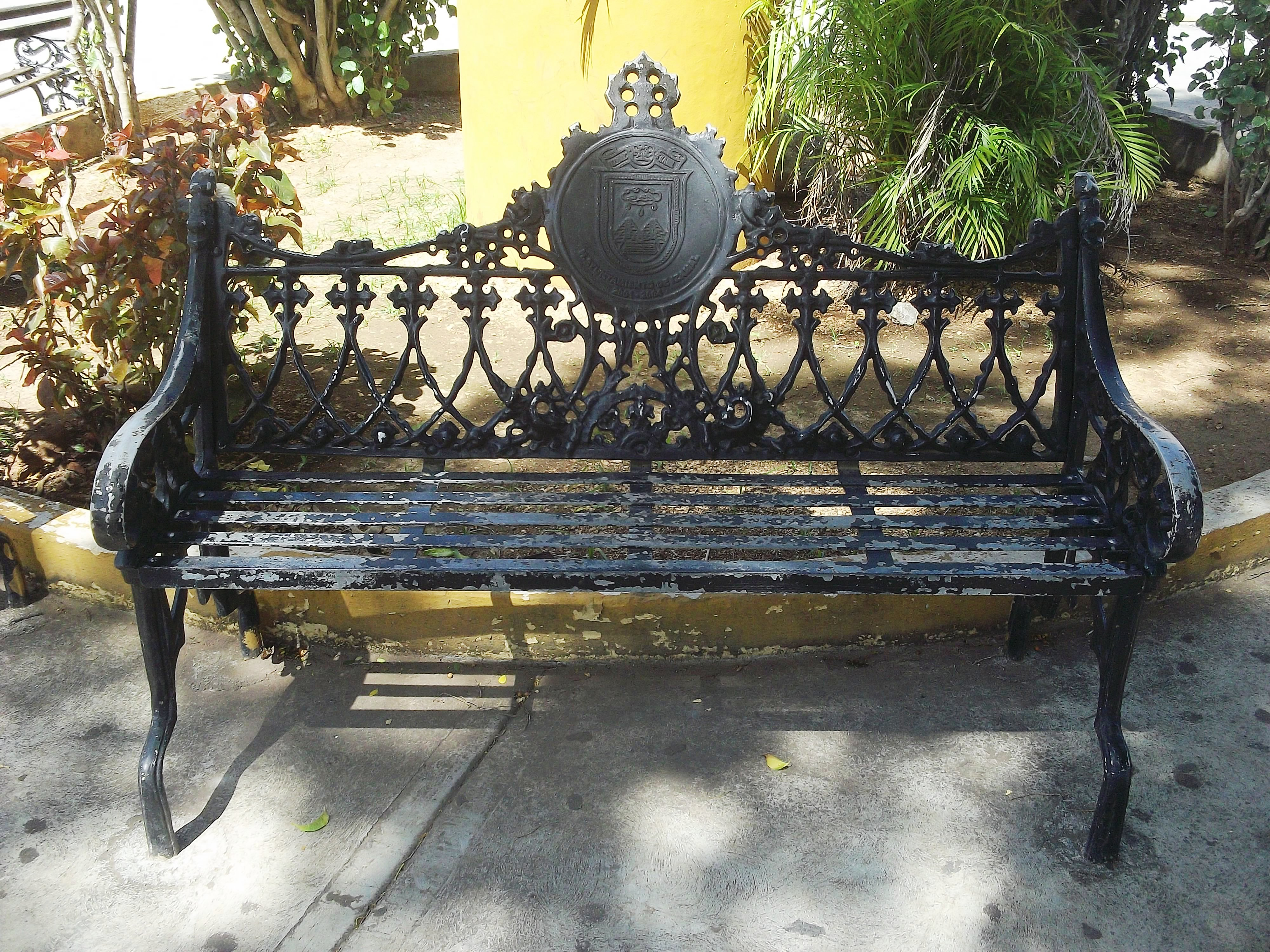
Parque principal de Sitilpech.